# 玉山級ドック型輸送揚陸艦
玉山級ドック型輸送揚陸艦（ぎょくざんきゅうドックがたゆそうようりくかん、中国語：玉山級船塢運輸艦）は、中華民国海軍のドック型輸送揚陸艦（LPD）の艦級である。

## 建造
中華民国海軍では1970年代からドック型輸送揚陸艦2隻体制を維持していたが、2012年に「中正」が退役したことにとり、「旭海」の1隻体制となっていた。また「旭海」は1971年就役で中古艦で老朽化が激しく、機動性の低さや維持コストの増大などが問題視されていた。
2016年6月20日、海軍司令部は「海軍未来12項目の建軍計画」において、2隻から4隻のドック型輸送揚陸艦を新造する「鴻運計画」を発表、以下の技術要件を求めた。
- AAV7水陸両用車、汎用揚陸艇、機動揚陸艇の搭載能力
- 基本的な個艦防空能力、NBC防護能力
- 揚陸指揮能力

1番艦の「玉山」は台湾国際造船によって建造され、2021年4月に進水した。進水式において蔡英文総統は、この船が台湾海軍の造船自給自足の旅の「マイルストーン」になるとした。

## 設計

### 艦体
本級は中華民国海軍で初めてHSLA-80鋼を採用した艦艇である。この鋼材は「国艦国造」政策に合わせて中国鋼鉄が開発したものである。超高層ビル台北101に使用された鋼材よりも20%強度が高く、耐低温性も通常の構造用鋼材より優れているため、海軍の新型水上艦艇や潜水艦への適用が期待される。
艦のステルス性を高め、機器の耐用年数を延ばすため、艦の電子機器の大半は前後の複合材マストタワーに統合されている。このタイプのマストに使用されている複合材料は、合金金属被覆、ガラス繊維、炭素繊維など8種類の材料で構成されており、厚さ2cm以内である。 複合材料の遮蔽率は、電磁波の特定周波数帯域の99%に達し、乗員への電磁波の影響を軽減し、艦の通信と電磁波防護の要件も満たしている。 

### 兵装
本級は個艦防空を重視した構成となっており、前部マストにはCS/MPQ-90対空捜索レーダーが、船体中央部には海劍二型SAM 8連装発射機4基、艦首と艦尾にファランクス 20mmCIWSが搭載されている。
また対水上・対地用として、両舷に20mm機関砲、艦首に76mm砲も搭載されている。

### 輸送揚陸能力
本級のウェルドックは、ドライエリアとウェットエリアの2つに分かれている。ドライエリアは主に陸上車両用で、最大8台のAAV7水陸両用装甲兵員輸送車または同サイズの車両を搭載でき、ウェットエリアは4隻のLCUと1隻のLCMを同時に搭載できる。この隻数は定数で、LCM2隻とLCU1隻など隻数を変えることが可能である。またドックにAAV7を満載した場合、最大32台を収容できる。 
汎用揚陸艇を運用する場合は、バラストタンクに注水して艦尾を下げることで、ドックに海水を導く必要がある。注水作業は、台湾国際造船が開発した水量調整システムにより各バラストタンクの水量を自動調整することができ、船尾側水深を30分の注水で2m程度にできる。 
船体に車両を搭載する場合、右舷側のサイドランプからドライエリアに直接車両を自走して乗り込む。艦内の空間が狭いため、ランプとドライエリアの接続部の転車台が設置されており、車両を艦内で回転させることができる。またウェットエリア内に張水していない場合、ウェットエリア左舷側のエレベーター（力量7トン）を使用して、飛行甲板に車両を搭載可能である。。 

### 舟艇運用機能
本級建造に併せて、5隻の新型機動揚陸艇も建造された。排水量は約15トンで、ハンヴィー2台または15トントラック1台を搭載できる。中華民国海軍の現行のLCM-6機動揚陸艇と比べると、新型艇はウォータージェット推進とV字型の船型の採用により、波浪の影響を受けにくく、15トンの貨物を搭載して、旧型艇の2倍である21ノット以上での航行が可能となった。さらに、LCM-6よりも喫水が浅く、ウェルドックに出入りする際に注水が不要となった。。

### 航空運用機能
本級は、 UH-60MまたはS-70Cヘリコプター2機分の格納庫が設置されている。 そのうち左舷格納庫には、車両や貨物をドックからヘリコプター甲板まで上げ下ろしするエレベーターが設置されている。 
ヘリコプター甲板は、ヘリコプターの発着艦を容易にするために、発着艦支援装置が設置されている。 また、後部マストには、300海里（560キロメートル）の交信範囲を持つ戦術航空装置（TACAN）も装備されている。

### 医療機能
災害時や戦時における傷病者や人道支援に対する医療の必要性から、本級は手術室や外科と内科、歯科の診療室、回復室、病床など充実した医療設備を備えている。 また医療施設に加え、船内には乗艦する海軍歩兵の体力維持のためのジムもある。

## 同型艦
満載排水量10,600tと、台湾海軍の戦闘艦としては最大の大きさで、平時には金門、馬祖、澎湖などの離島への補給を、戦時には上陸部隊の輸送・揚陸を担う。
| 艦番号   | 艦名 | 建造         | 起工          | 進水           | 受領           | 就役           | 備註   |
| -------- | ---- | ------------ | ------------- | -------------- | -------------- | -------------- | ------ |
| LPD-1401 | 玉山 | 台湾国際造船 | 2019年 5月6日 | 2021年 4月13日 | 2022年 9月30日 | 2023年 6月19日 | 原型艦 |

## ギャラリー

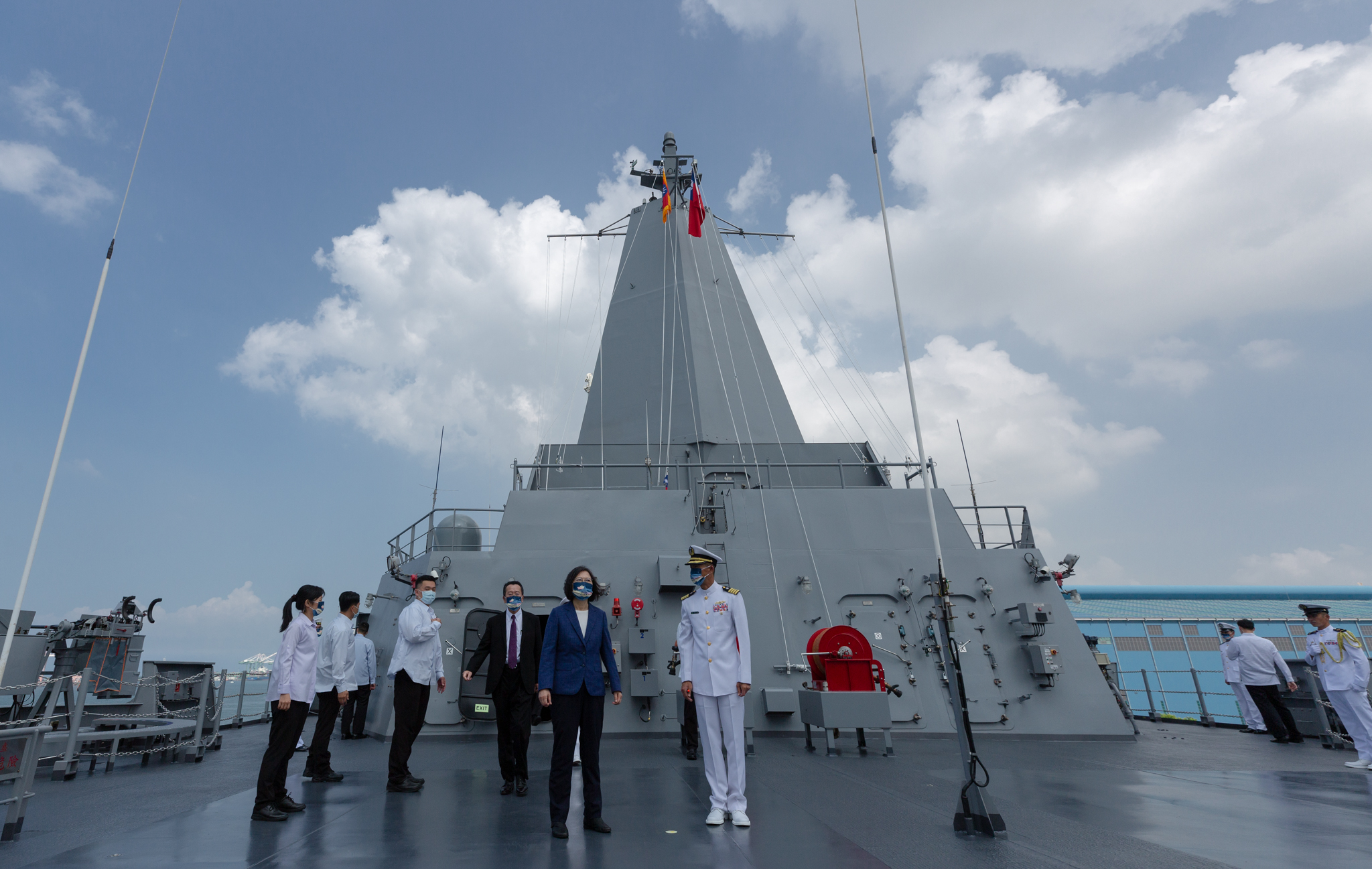
前部マスト
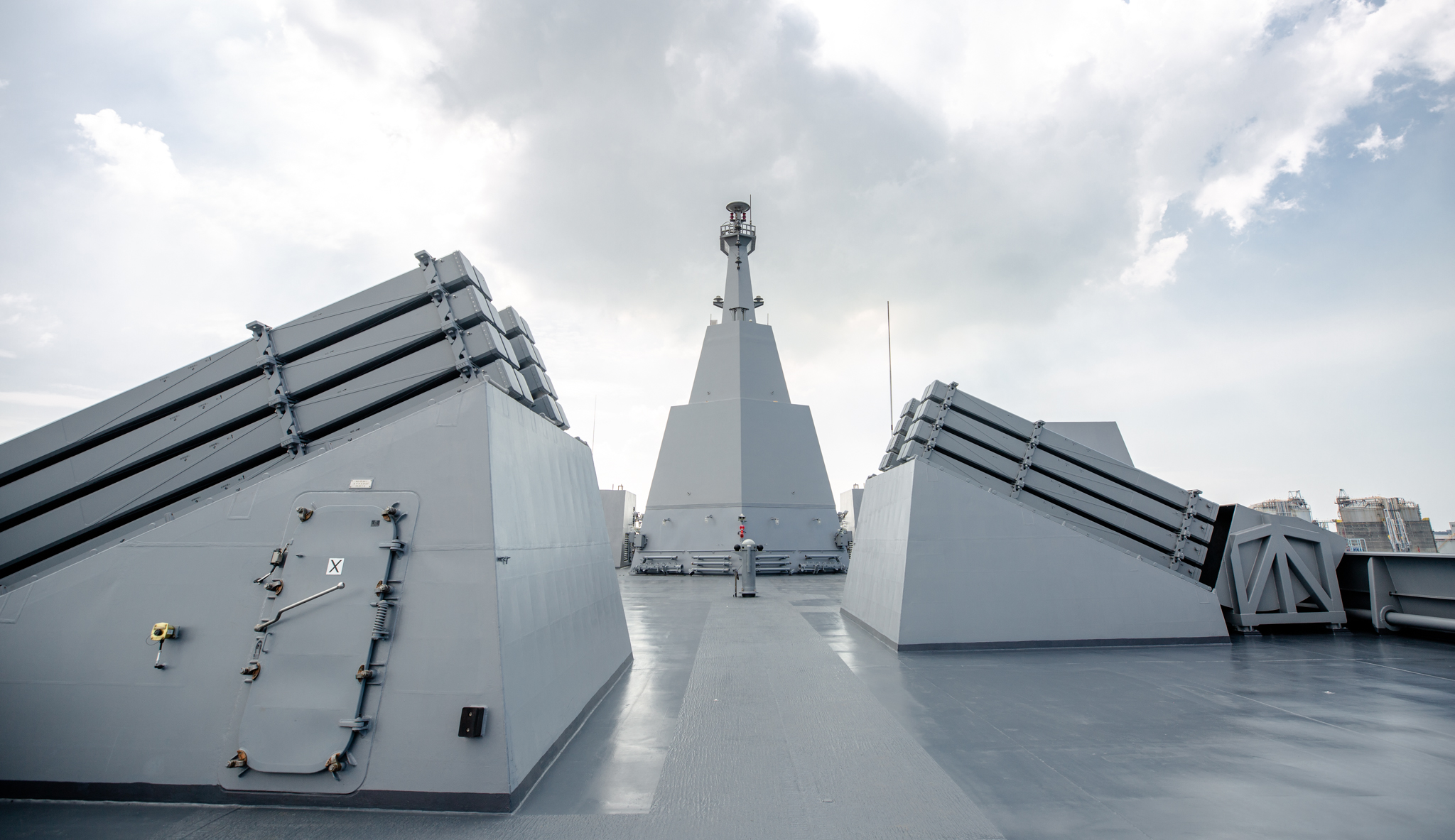
後部マストと海剣二型対空ミサイル発射筒
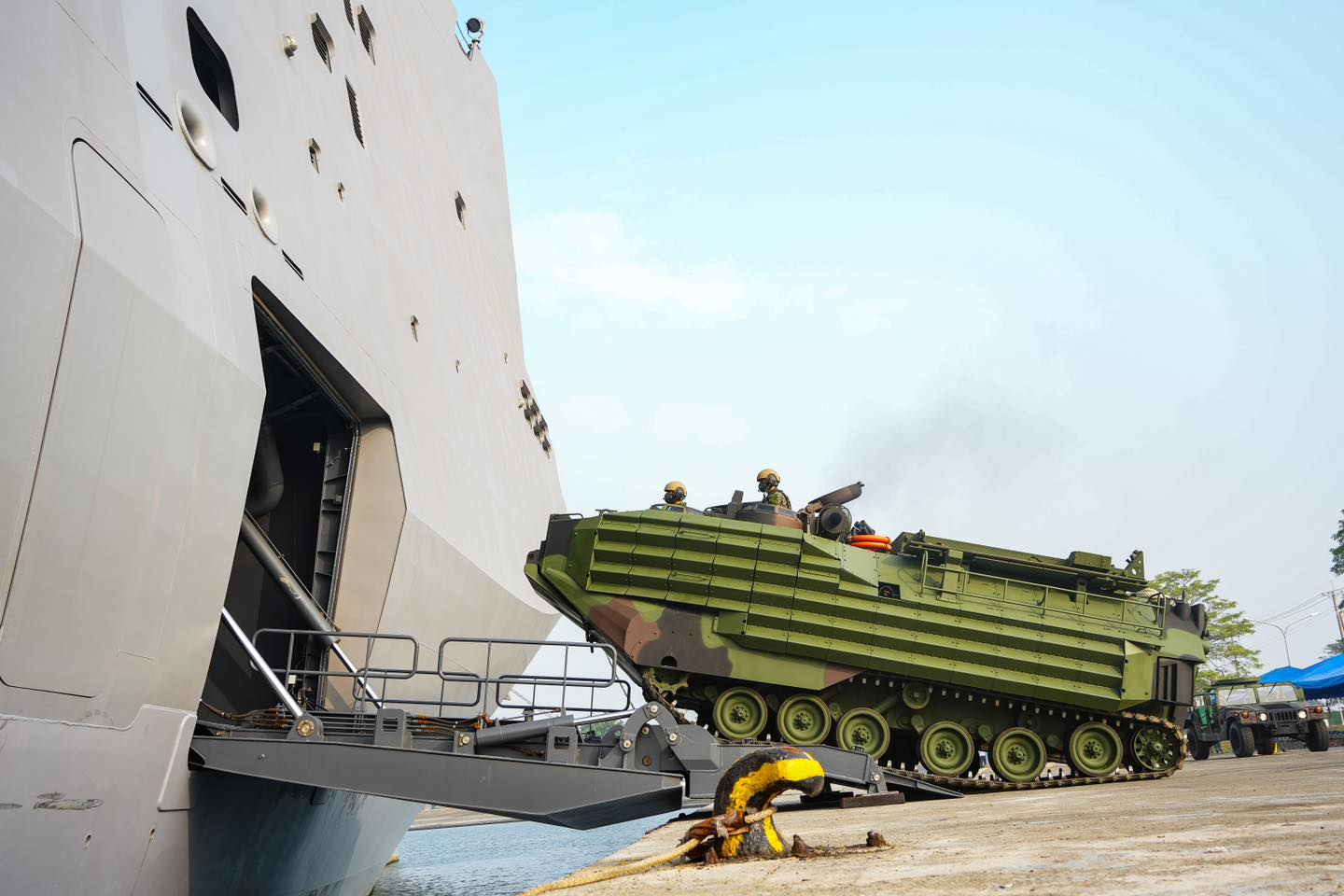
右舷側のサイドランプ
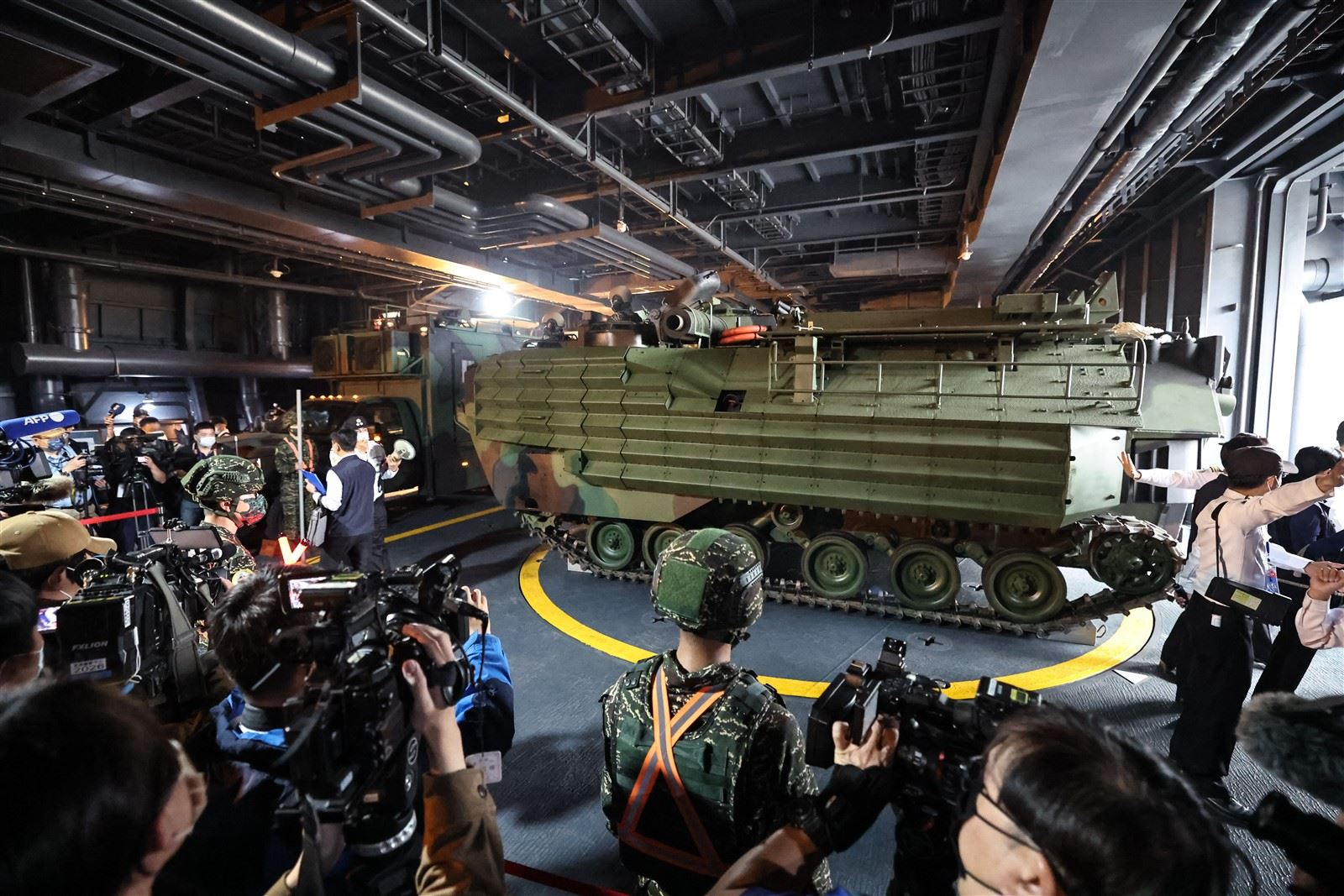
車両甲板とターンテーブル
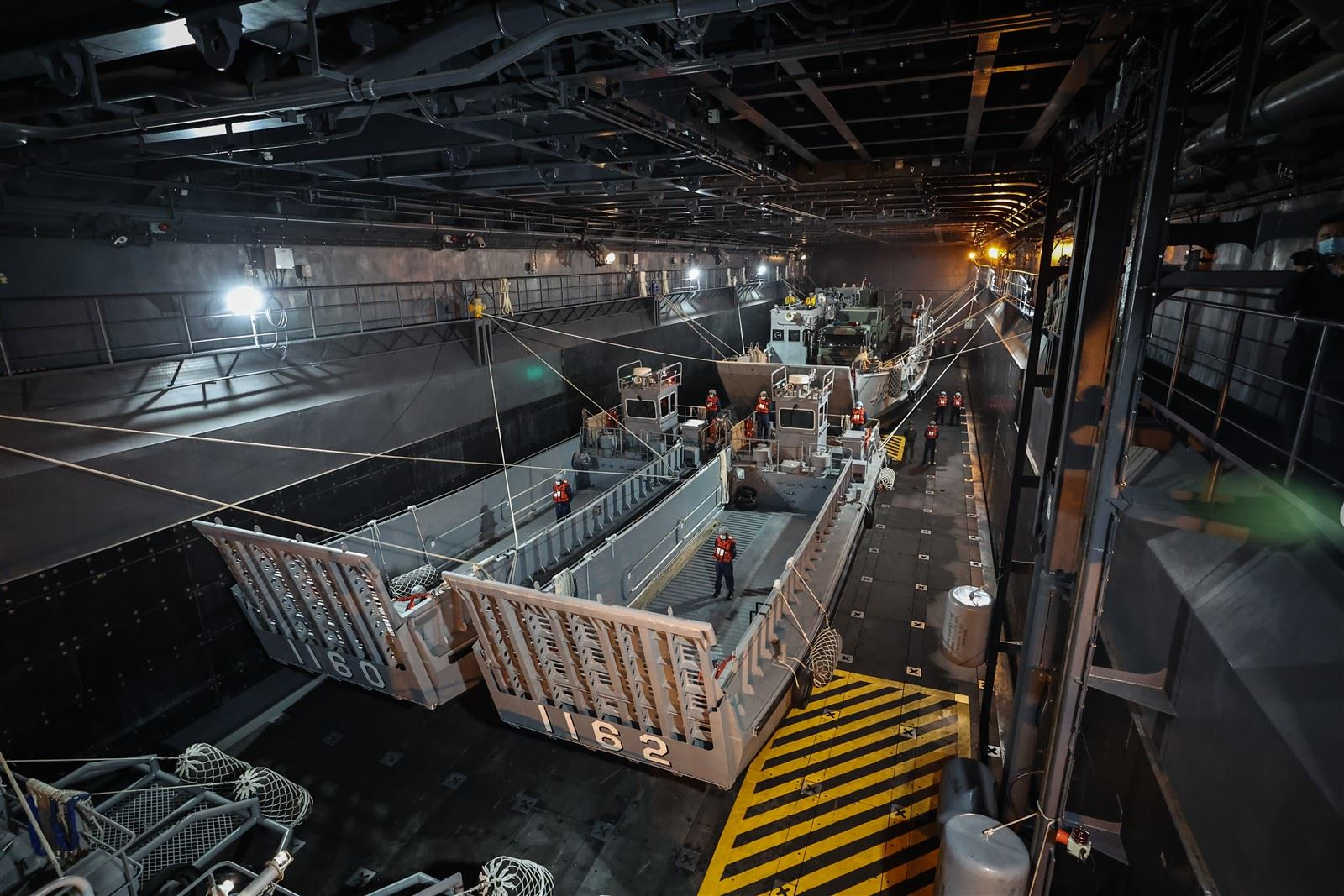
ウェルドック
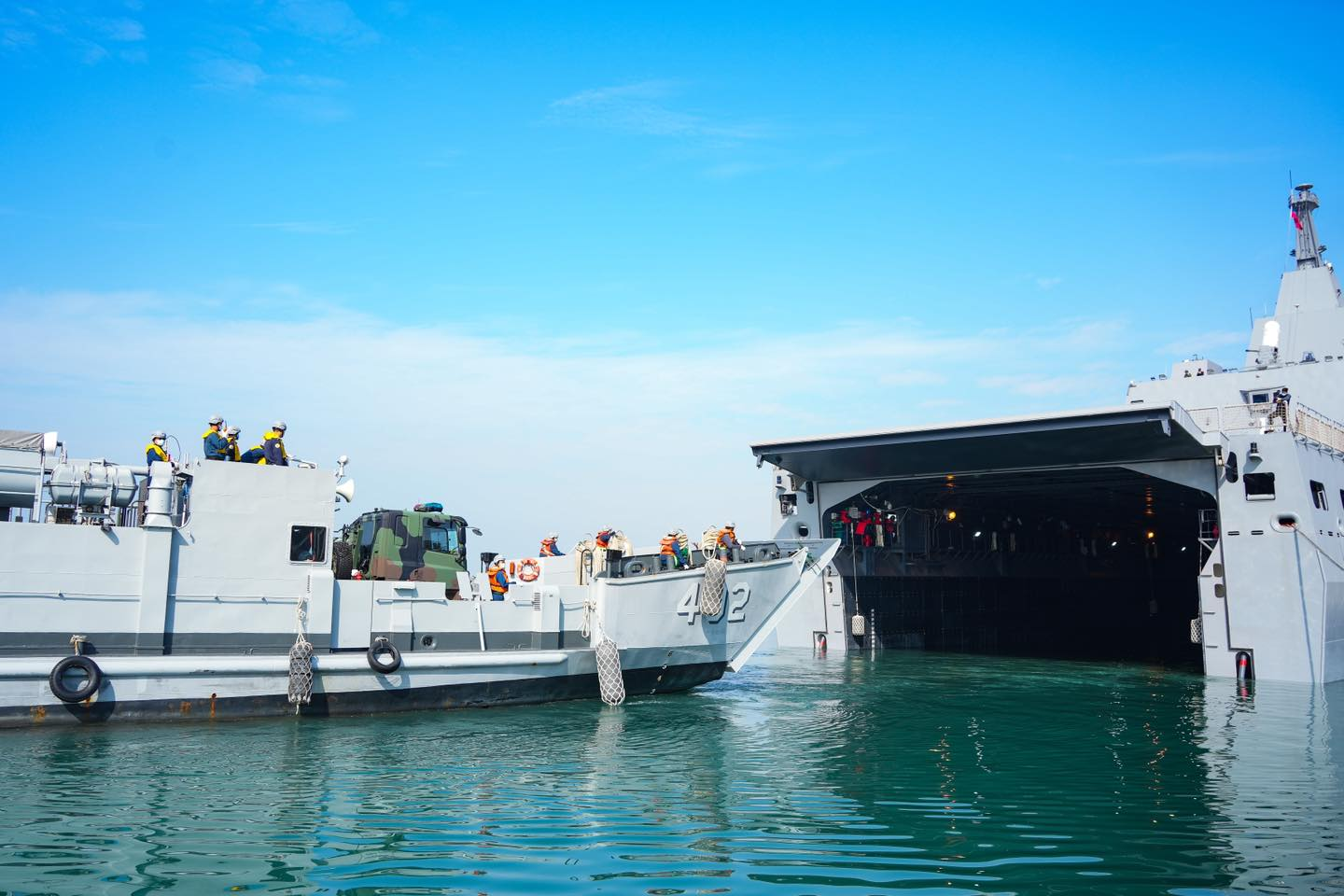
ドックに収容される合茂Ⅱ(LCU-492)汎用揚陸艇
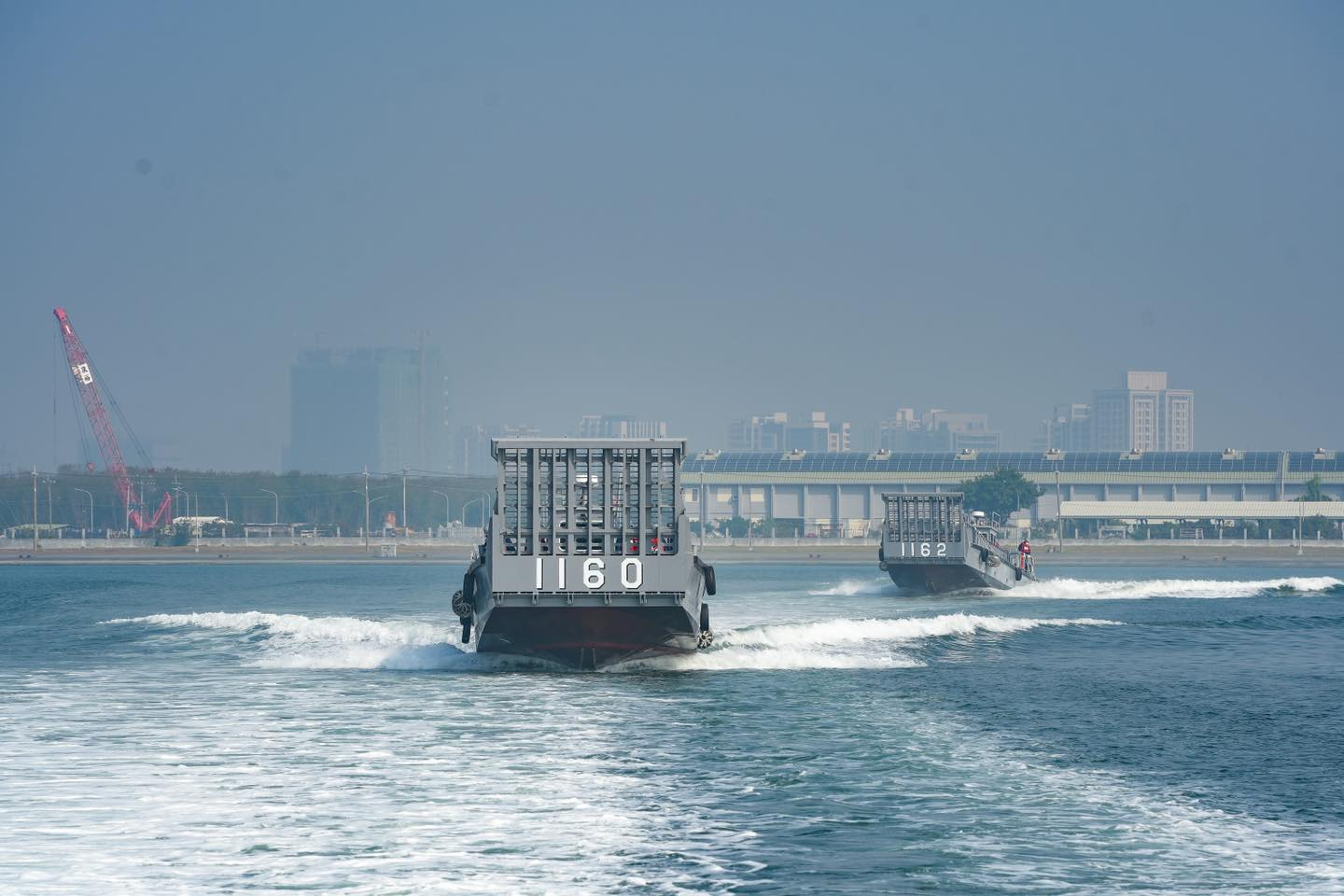
新型機動揚陸艇
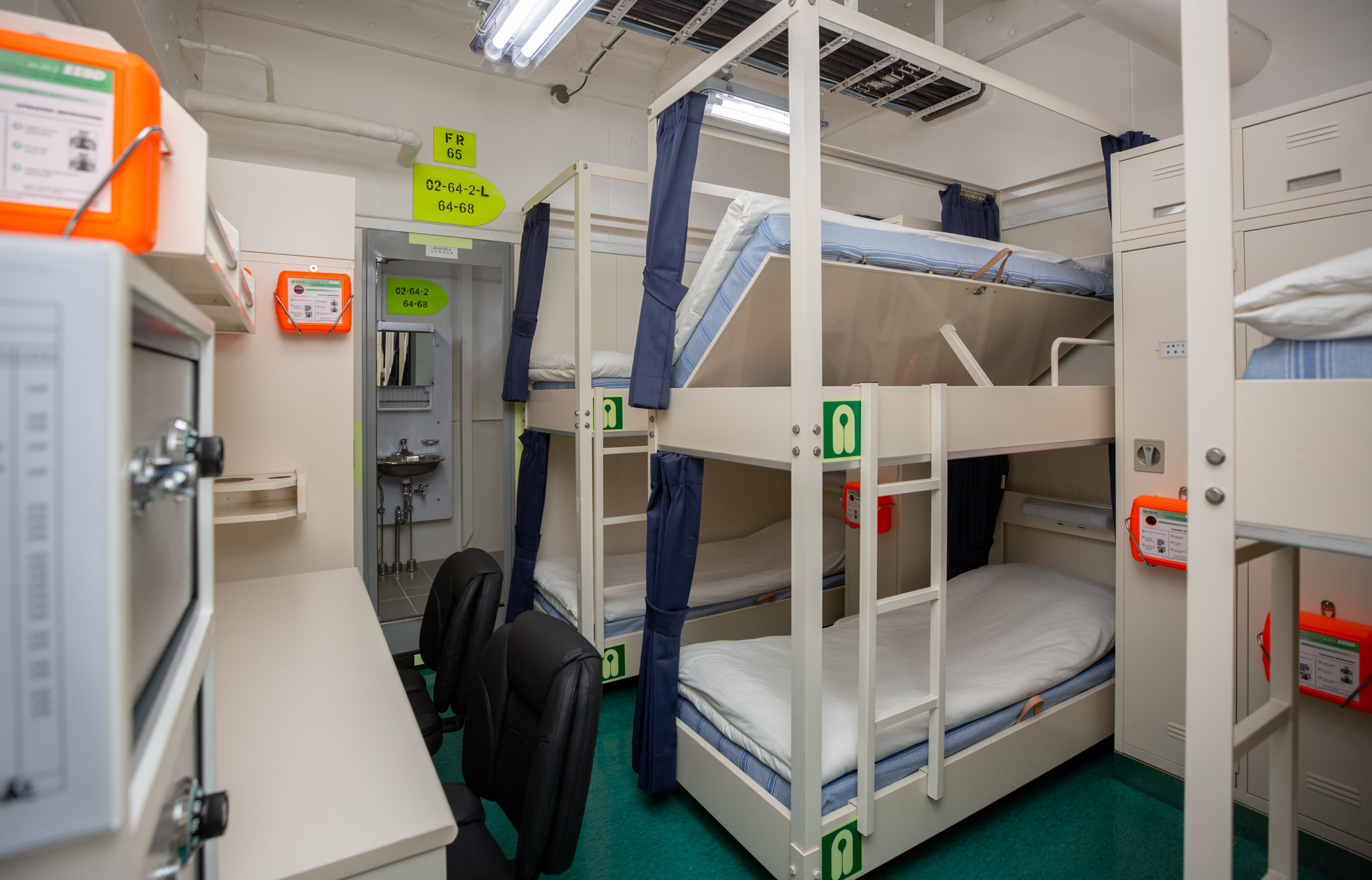
居住区
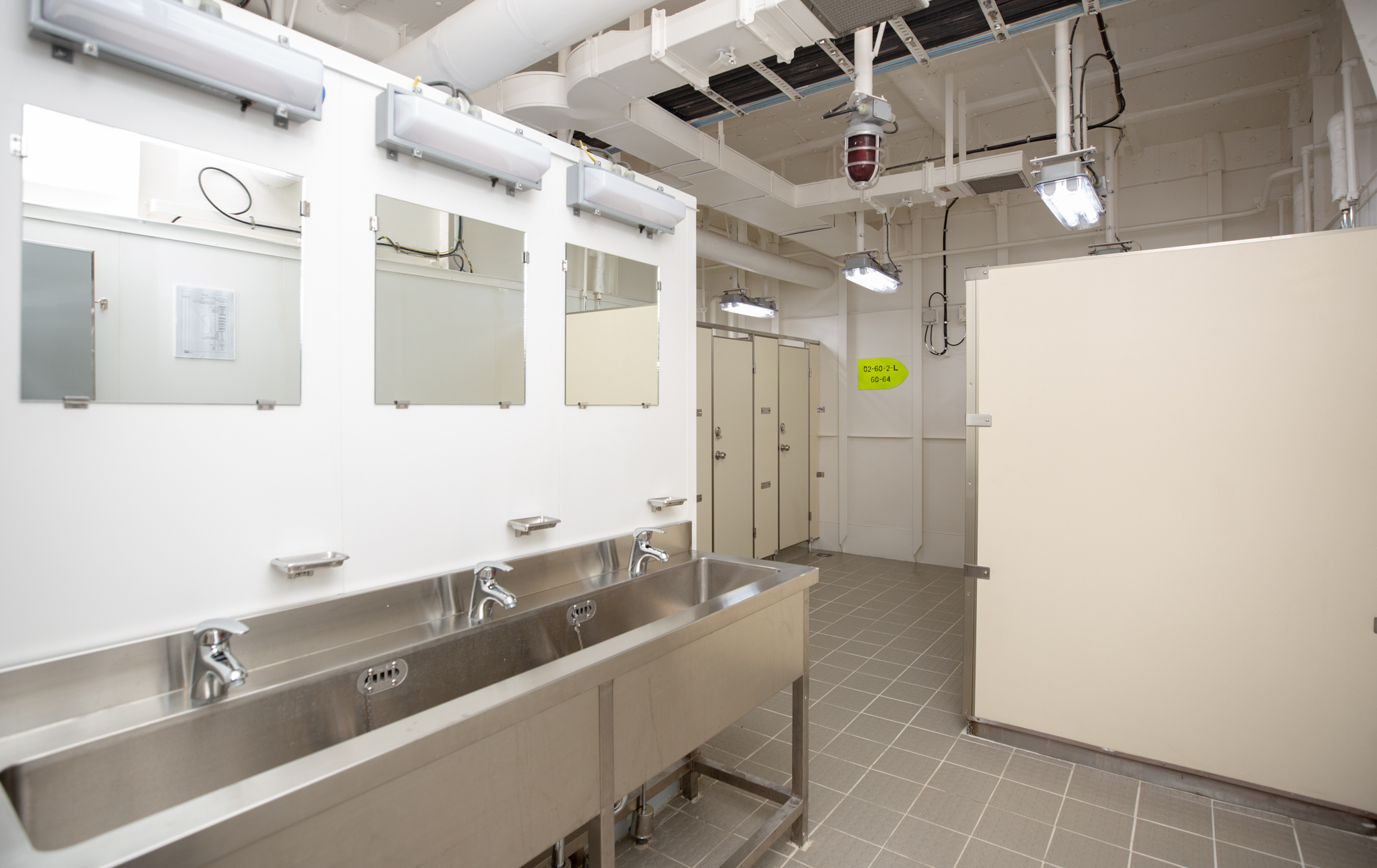
浴室
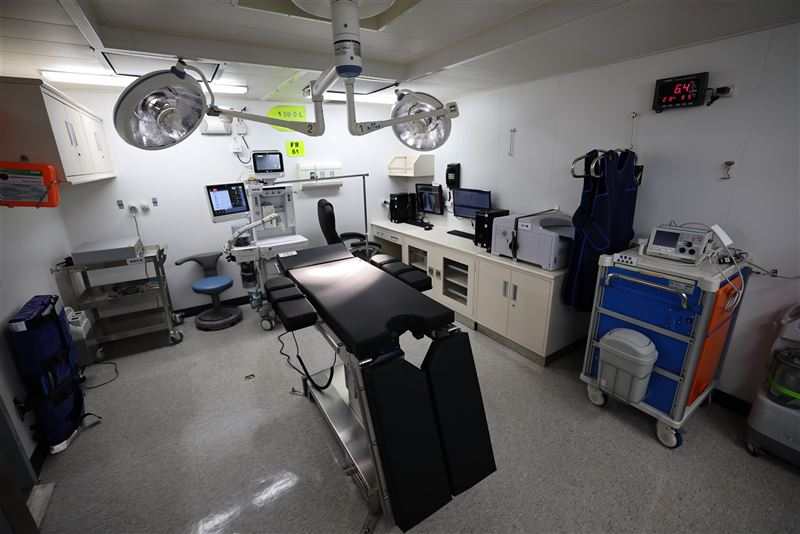
手術室